# Acutaspis erythraspidis
Acutaspis erythraspidis är en insektsart som först beskrevs av Robert Newstead 1917.  Acutaspis erythraspidis ingår i släktet Acutaspis och familjen pansarsköldlöss.
Artens utbredningsområde är Guyana. Inga underarter finns listade i Catalogue of Life.